# Interpolazione di Hermite
In analisi numerica, l'interpolazione di Hermite, da Charles Hermite, è un particolare tipo di interpolazione polinomiale.
L'interpolazione di Hermite estende l'interpolazione polinomiale considerando come dati non solo i punti della funzione, ma anche i dati relativi alla derivata della funzione, in modo da  ricostruirne in modo migliore il comportamento.
Il polinomio di Hermite generato è strettamente connesso al polinomio di Newton, infatti entrambi vengono calcolati tramite differenze divise. Tuttavia il polinomio di Hermite può essere calcolato anche senza l'utilizzo delle differenze divise, tramite il teorema cinese del resto.